# Taifa Santa María de Algarve

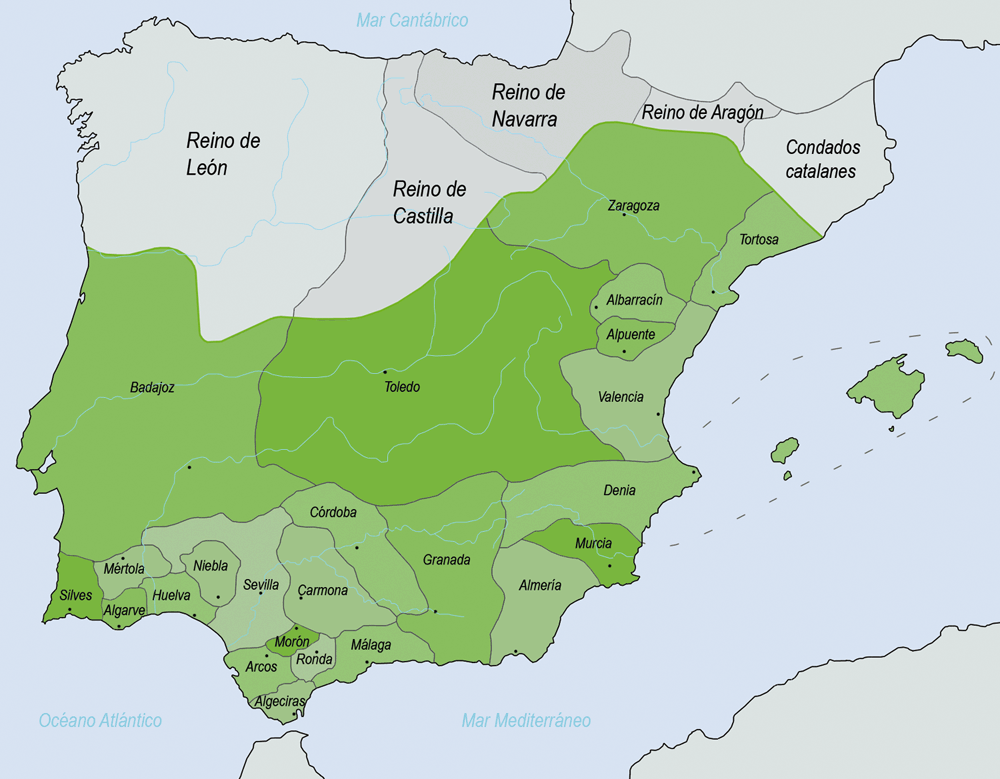
Ligging t.o.v. andere taifa's

De taifa Santa María de Algarve of het emiraat Al-Gharbia (Arabisch: Shantamariyya al-Gharbiyya) was een emiraat (taifa) in Gharb Al-Andalus, in de huidige Algarve, in het zuiden van Portugal. De hoofdstad was Faro (Arabisch: Ossonoba).
De taifa kende een onafhankelijke periode van 1018 tot 1051 en van 1242 tot 1262.

## Eerste taifa (1018-1051)
De taifa werd gesticht, kort voor de val van het kalifaat Córdoba (1031), door de Banu Harun. In 1051 viel de taifa aan de taifa Sevilla.

## Tweede taifa (1242-1262)
Musa ibn Mohammed ibn Nassir ibn Mahfuz, emir van Niebla (1234-1262), werd in 1242 ook emir van Al-Gharbia. In 1262 kwam het aan Alfons X van Castilië.

## Lijst van emirs
Banu Harun
- Abu Uthman Said ibn Harun: ca. 1018-1041/2
- Mohammed ibn Said ibn Harun al-Mu'tasim: 1041/2-1051
- Aan taifa Sevilla: 1051-1091

Banu Mahfuz
- Musa ibn Mohammed ibn Nassir ibn Mahfuz: 1242-1262
- Aan koninkrijk Castilië: 1262